# يفون بيتي
يفون بيتي (بالفرنسية: Yvon Petit)‏ هو مجدف فرنسي، ولد في 14 أكتوبر 1945 في نانت في فرنسا، وتوفي في فبراير 2014.

## وصلات خارجية
- يفون بيتي على موقع الاتحاد الدولي للتجديف (الإنجليزية)
- يفون بيتي على موقع أوليمبيديا (الإنجليزية)